# Missile balistico tattico

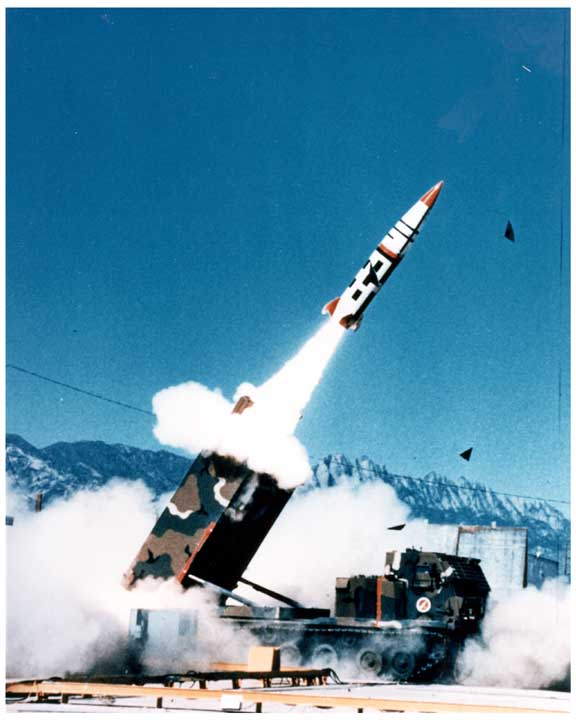
Il missile balistico tattico MGM-140 ATACMS

Un missile balistico tattico è un missile balistico progettato per un utilizzo a corto raggio sul campo di battaglia. Tipicamente la gittata di questi missili è inferiore ai 300 km e sono lanciati da postazioni mobili in grado di fornire maggiori possibilità di sopravvivenza, flessibilità e velocità nell'impiego. I missili tattici possono venire armati con una vasta tipologie di testate, ottimizzate per colpire infrastrutture nemiche, aree di concentrazione delle forze, artiglieria e altri bersagli dietro alle linee nemiche. Le testate possono essere convenzionali con esplosivo ad alto potenziale, oppure chimiche, biologiche o nucleari, ma in questo caso si tratta di ordigni di potenza limitata rispetto a quelli trasportati dai missili strategici.
I missili balistici tattici coprono la gamma di portate compresa tra i razzi utilizzati dall'artiglieria e i missili balistici da teatro che sono dotati di una portata maggiore, solitamente compresa tra i 300 km e i 3 500 km. I missili tattici possono trasportare un maggior carico bellico all'interno delle linee nemiche rispetto a quello installato nei razzi e hanno una maggiore mobilità e minori costi rispetto a quelli dei missili da teatro, inoltre, grazie alla loro maggiore flessibilità, i missili tattici sono più adatti a seguire le rapide variazioni che accadono sul campo di battaglia.
| Controllo di autorità | LCCN (EN) sh2005004550 · J9U (EN, HE) 987007554330205171 |